# STORIES (JAYWALKのアルバム)
『STORIES』（ストーリーズ）はJAYWALK23枚目のオリジナル・アルバム。2009年4月22日、ワーナーミュージック・ジャパンから発売された。

## 概要
「Good Fellows」以来2年振りの新作。ワーナーミュージック・ジャパン移籍第一弾。初めてDVD付初回限定盤が制作された。DVDはミュージック・ビデオ3曲とクリスマス・ライヴの映像4曲を収録。CDは「何も言えなくて…夏」をボーナス・トラックとして収録している。

## 収録曲

### [CD]
1. ここから、すべてが
2. もう一度… [Album Version]
3. 夢（終わりのない夢を二人で） [Album Version]
4. こんな夢を見た
5. 恋人
6. My Sketch Book
7. Deja-vu～君がいた夏～
8. 遠い遠い国へ
9. あの空がある限り…
10. 浜辺のPage
11. 世界よりも君が大切だと思った
12. Tomorrow
13. [BONUS TRACK] 何も言えなくて…夏

### [DVD]
1. もう一度… [Music Video]
2. Deja-vu～君がいた夏～ [Music Video]
3. ここから、すべてが [Music Video]
4. その胸のヒーロー [Christmas Special Live]
5. 青い瞳のステラ、1962年 夏 [Christmas Special Live]
6. 世界よりも君が大切だと思った [Christmas Special Live]
7. 何も言えなくて～Winter Version～ Christmas Special Live